# Галое (болото, Червенский район)
Галое (Гало; бел. Галае, Гало) — болото (урочище) в Червенском районе Минской области Беларуси.

## Происхождение названия
Слово галое или гало на старобелорусском языке означало голое, безлесное место.

## История
В 1960-е годы болото было осушено с целью повышения эффективности ведения лесного хозяйства. До осушения болото было почти полностью покрыто сосновым лесом, возраст которого составлял в среднем от 40 до 90 лет. Однако мелиорация негативно повлияла на экосистему и вызвала сокращение видового разнообразия, деградацию почв, понижение уровня грунтовых вод. На болоте регулярно стали происходить торфяные пожары, наиболее сильные из которых — в 1992 и 2002 годах. В результате последнего было уничтожено около 30 % территории болота, произошёл выброс в атмосферу тысяч тонн парниковых газов. В 2008—2009 годах в рамках проекта ПРООН/ГЭФ «Торфяники-2» с целью восстановления экосистемы болота на мелиоративных каналах были построены 30 земляных перемычек и 1 водосливная дамба. К 2015 году были восстановлены 664 га болота, вновь были зарегистрированы давно исчезнувшие на этой территории виды.

## Флора и фауна
На болоте произрастают берёза пушистая, берёза бородавчатая, сосна обыкновенная, а также клюква, голубика, багульник, росянка круглолистная и другие виды растений. Среди животных встречаются бобры, лоси, дикие кабаны, а также различные виды земноводных, пресмыкающихся, в частности обыкновенная гадюка и обыкновенный уж, насекомых.